# Május 23.
Május 23. az év 143. (szökőévben 144.) napja a Gergely-naptár szerint. Az évből még 222 nap van hátra.
Névnapok: Dezső + Dés, Dézi, Dezsér, Dezsider, Norma, Röné, Viliam, Vilmos

## Események
- 1439 – Ötvös Jánosnak, a budai céhpolgárság vezetőjének a meggyilkolása népmozgalmat robbantott ki Budán, amelynek során a magyar polgárok a német patríciusok ellen támadnak, kifosztják a házaikat, egyeseket megölnek, és kiharcolják, hogy a magyar polgárság egyenlő jogokra tegyen szert, a városi tanácsba fele-fele arányban kerüljenek magyar és német tanácstagok, ettől kezdve pedig a budai városi bírót évente felváltva hol a magyar hol a német polgárok közül választják.
- 1498 – Girolamo Savonarola domonkos prédikátort és két társát máglyán égetik meg.
- 1618 – A defenesztráció Prágában (a latin de („-ból, -ből; ki valahonnan”) és fenestra („ablak”) szóösszetételből), azt a prágai eseményt jelöli, amikor 1618-ban a császár követeit kidobták a Hradzsin ablakán. Ez jelentette azt a végső szakítást abban az eseménysorban, amely a harmincéves háborúhoz vezetett.
- 1805 – I. Napóleont az Itáliai Királyság uralkodójává koronázzák.
- 1896 – Megnyílik a nagyközönség elött a milleniumi ünnepségsorozat keretében a Konstantinápoly Budapesten elnevezésű hatalmas szórakoztató komplexum, Budapesten, a Lágymányosi-öbölben.
- 1912 – A Vérvörös csütörtök. Egy budapesti tömegtüntetés volt 1912. május 23-án, amelyet a kivezényelt rendőrök és katonák brutálisan feloszlattak. A kivezényelt erőkkel való összecsapásoknak több áldozata és számos sebesültje is volt, innen kapta a megmozdulás a Vérvörös csütörtök elnevezést.
- 1915 – Olaszország felmondja a hármas szövetséget, csatlakozik az antanthoz, és hadat üzen az Osztrák–Magyar Monarchiának.
- 1949 – A Német Szövetségi Köztársaság megalakulása.
- 1954 - Budapesten a – most Puskás Ferenc nevét viselő – Népstadionban játszották az angol és magyar labdarúgó-válogatott 1954. május 23-i mérkőzését, amelyen 7:1 arányban az Aranycsapat győzött.
- 1969 – Megjelenik a The Who együttes „Tommy” c. albuma, az első rockopera.
- 1979 – Karl Carstens lesz az NSZK elnöke.
- 1990 – Antall József magyar miniszterelnök megalakítja a rendszerváltás utáni első, demokratikusan választott magyar kormányt.
- 1992 - Meggyilkolják Giovanni Falcone olasz bírót, az olaszországi maffiaellenes küzdelem legfőbb alakját.

## Sportesemények
Formula–1
- 1971 –  monacói nagydíj, Monte Carlo - Győztes: Jackie Stewart  (Tyrrell Ford)
- 1982 –  monacói nagydíj, Monte Carlo - Győztes: Riccardo Patrese  (Brabham Ford)
- 1993 –  monacói nagydíj, Monte Carlo - Győztes: Ayrton Senna  (McLaren Ford)
- 2004 –  monacói nagydíj, Monte Carlo - Győztes: Jarno Trulli  (Renault)

## Születések
- 1052 – I. Fülöp francia király († 1108)
- 1606 – Juan Caramuel Lobkowitz spanyol filozófus, matematikus, egyházi személyiség († 1682)
- 1707 – Carl von Linné svéd botanikus († 1778)
- 1734 – Franz Anton Mesmer német orvos, csillagász, pszichiáter, pszichológus († 1815)
- 1789 – Franz von Schlik császári-királyi lovassági tábornok († 1862)
- 1796 – Stingl Vince keramikus, a herendi porcelángyár alapítója († 1850 körül)
- 1848 – Otto Lilienthal német repülőgép-mérnök, feltaláló, a repülés egyik úttörője († 1896)
- 1849 – Khuen-Héderváry Károly politikus, miniszterelnök, horvát bán († 1918)
- 1861 – Rippl-Rónai József magyar festőművész, a modern magyar posztimpresszionizmus képviselője († 1927)
- 1875 – Alfred P. Sloan a General Motors elnöke és vezérigazgatója 1923–1956 között († 1966)
- 1883 –
  - Sir Douglas Fairbanks amerikai színész, forgatókönyvíró, rendező († 1939)
  - Talányi Ferenc szlovén-magyar irodalmár († 1959)
- 1893 – Gábor Jenő magyar festőművész († 1968)
- 1900 – Hans Frank a Harmadik Birodalom tisztségviselője († 1946)
- 1903 – Ernst Klodwig német autóversenyző († 1973)
- 1904 – Palotai Boris József Attila-díjas magyar író, költő († 1983)
- 1908 – John Bardeen amerikai fizikus, az egyetlen ember, aki kétszer kapta meg a fizikai Nobel-díjat († 1991)
- 1908 – Major Ákos magyar jogász, hadbíró († 1987)
- 1908 – Vihar Béla József Attila-díjas magyar költő, újságíró († 1978)
- 1910 – Artie Shaw amerikai klarinétos, zenekarvezető († 2004)
- 1912 – Bozzay Dezső magyar ipari formatervező, építő-iparművész, a modern ipari formatervezés hazai úttörőinek egyike († 1974)
- 1913 – Brandi Jenő magyar olimpiai bajnok vízilabdázó († 1980)
- 1914 – Erdélyi Ágnes magyar költő, író, Radnóti Miklós féltestvére († 1944)
- 1917 – Edward Lorenz amerikai meteorológus, a káoszelmélet egyik megalkotója († 2008)
- 1919 – Balajthy Andor Jászai Mari-díjas magyar színész, bábművész († 1975)
- 1925 – Bánó Pál magyar színész († 1998)
- 1925 – Joe James (Joseph James) amerikai autóversenyző († 1952)
- 1926 – Bende Zsolt magyar operaénekes, bariton († 1998)
- 1927 – Ancsel Éva filozófus, költő, esszéíró, az MTA tagja († 1993)
- 1928 – Nigel Davenport angol színész (Kisvárosi gyilkosságok, Sherlock és én, Fantom az éjszakában) († 2013)
- 1933 – Joan Collins angol színésznő
- 1934 – Dr. Robert Moog a róla elnevezett szintetizátor feltalálója († 2005)
- 1934 – Strém Kálmán magyar zeneszociológus, hangversenyrendező († 2005)
- 1935 – Zsuffa Ervin magyar mezőgazdász, környezetvédelmi és vízgazdálkodási miniszterhelyettes
- 1940 – Gérard Larrousse francia autóversenyző
- 1942 – Komlós János amerikai magyar matematikus, az MTA tagja
- 1943 – John Newcombe ausztrál tenisz-világbajnok
- 1943 – Hütter Csaba magyar agrármérnök, politikus, földművelésügyi miniszter
- 1943 – Ternovszky Béla Kossuth-díjas magyar rajzfilmrendező
- 1951 – Anatolij Karpov orosz világbajnok sakkozó
- 1952 – Ádám Tamás magyar színész, rendező († 2018)
- 1954 – Fülöp Zoltán Jászai Mari-díjas erdélyi magyar színész
- 1958 – Nyirkó István magyar színész
- 1965 – Martinek János olimpia-, világ- és Európa-bajnok öttusázó
- 1969 – Buch Tibor magyar színész
- 1971 – Debreczeny Csaba Jászai Mari-díjas magyar színész
- 1972 – Rubens Barrichello (Rubens Gonçalves Barrichello) brazil autóversenyző
- 1973 – Koós Réka magyar színésznő, énekesnő
- 1980 – Lane Garrison amerikai színész
- 1983 – Heidi Range angol énekesnő Sugababes
- 1984 – Mikko Minkkinen finn műkorcsolyázó
- 1987 – Makány Balázs magyar úszó
- 1991 – Lena Meyer-Landrut német énekesnő
- 1994 – Tarnóczi Jakab magyar rendező

## Halálozások
- 1498 – Girolamo Savonarola olasz domonkos rendi szerzetes (* 1452)
- 1627 – Luis de Góngora y Argote spanyol költő (* 1561)
- 1701 – William Kidd skót tengerész (* 1645)
- 1722 – Bohus György (Bohusch György, másik nevén Szenitzky) (Besztercebánya, evangélikus gimnáziumi igazgató (* 1687)
- 1786 – Benyovszky Móric magyar utazó, kalandor (* 1741 vagy 1746)
- 1857 – Augustin Cauchy francia matematikus (* 1789)
- 1894 – Fröhlich Róbert református lelkész, régész, akadémikus, a Magyar Tudományos Akadémia Könyvtára főkönyvtárnoka (* 1844)
- 1899 – Perczel Mór magyar földbirtokos, honvédtábornok, az 1848–49 évi szabadságharc egyik katonai vezetője (* 1811)
- 1906 – Henrik Ibsen norvég író, drámaíró (* 1828)
- 1917 – III. Ranavalona madagaszkári királynő. (* 1861)
- 1919 – Aggházy Gyula magyar festőművész (* 1850)
- 1920 – Svetozar Borojević horvát szárm. katonatiszt, csász. és kir. tábornagy, az Isonzó-hadsereg parancsnoka (* 1856)
- 1926 – Koessler János magyar zeneszerző, zenepedagógus (* 1853)
- 1934 – Bonnie Parker és Clyde Barrow, hírhedt amerikai bűnöző páros (* 1910) és (* 1909)
- 1937 – John D. Rockefeller amerikai nagyvállalkozó (* 1839)
- 1938 – Anatolij Pavlovics Rjabov, erza nyelvész, pedagógus, az erza nyelv első professzora (* 1894)
- 1942 – Charles-Ferdinand Ramuz svájci francia nyelvű író (* 1878)
- 1944 – Agárdy Gyula piarista gimnáziumi tanár, karikatúra-rajzoló (* 1895)
- 1945 – Heinrich Himmler német nemzetiszocialista politikus (* 1900)
- 1992 – Giovanni Falcone olasz vizsgálóbíró,az olaszországi maffiaellenes küzdelem kiemelkedő alakja (* 1939)
- 1993 – Cseres Tibor Kossuth-díjas magyar író (* 1915)
- 2007 – Vizkelety László magyar közgazdász, az Országos Kéktúra megalapítója, távfutóedző  (* 1923)
- 2012 – Elek Gyula magyar kézilabdázó, az FTC női kézilabda szakosztályának edzője és sportvezetője (* 1932)
- 2015 – John Forbes Nash Nobel-díjas amerikai matematikus (* 1928)
- 2015 – Anne Meara amerikai színésznő, humorista  (* 1929)
- 2016 – Solténszky Tibor dramaturg, rendező, színészpedagógus, rádióbemondó (* 1953)
- 2017 – Roger Moore angol színész (* 1927)
- 2017 – Széles Sándor magyar úszó, öttusázó, úszóedző, mesteredző (* 1956)

## Nemzeti ünnepek, emléknapok, világnapok
- Jamaica: a munka ünnepe